# Grenzlandtrachtenkapelle Mureck
Die Grenzlandtrachtenkapelle Mureck (kurz: GTK Mureck) ist eine steirische Blasmusikkapelle mit Sitz in Mureck in Österreich. Das Orchester ist als gemeinnütziger Verein organisiert. Das Einzugsgebiet des Musikvereines umfasst die gesamte Stadtgemeinde Mureck und das Gebiet der ehemaligen Gemeinde Murfeld.

## Geschichte
Bereits Mitte des 19. Jahrhunderts bestand eine Murecker Blasmusikkapelle. Das Bestehen wurde jedoch immer wieder durch tragische Ereignisse im südsteirischen Grenzland unterbrochen. Außerdem mussten viele Musiker während des Ersten und des Zweiten Weltkriegs zum Militär, wodurch die Spielfähigkeit der Kapelle nicht mehr gegeben war. Unter Kapellmeister Martin Zarfl gelang es, die Marktmusikkapelle wieder aufzustellen und so konnte 1947 die damalige Marktmusikkapelle wieder auftreten. In der Folge beschloss man, einen Musikverein zu gründen. Am 5. Dezember 1951 wurde bei der Sicherheitsdirektion in Graz um die Genehmigung zur Bildung eines Musikvereines angesucht. Die Eintragung in das Zentrale Vereinsregister erfolgte am 13. Februar 1952. Am 4. April 1952 fand im Probenlokal die offizielle Gründungsversammlung statt, Obmann wurde Fritz Müller. 1959 erkrankte Kapellmeister Zarfl schwer, woraufhin sein bisheriger Stellvertreter Franz Wurzinger die Kapellmeisterfunktion übernahm. Zuvor, am 1. Mai 1954 spielte die Musikkapelle zum ersten Mal den Weckruf, der seitdem jedes Jahr vollzogen wird.

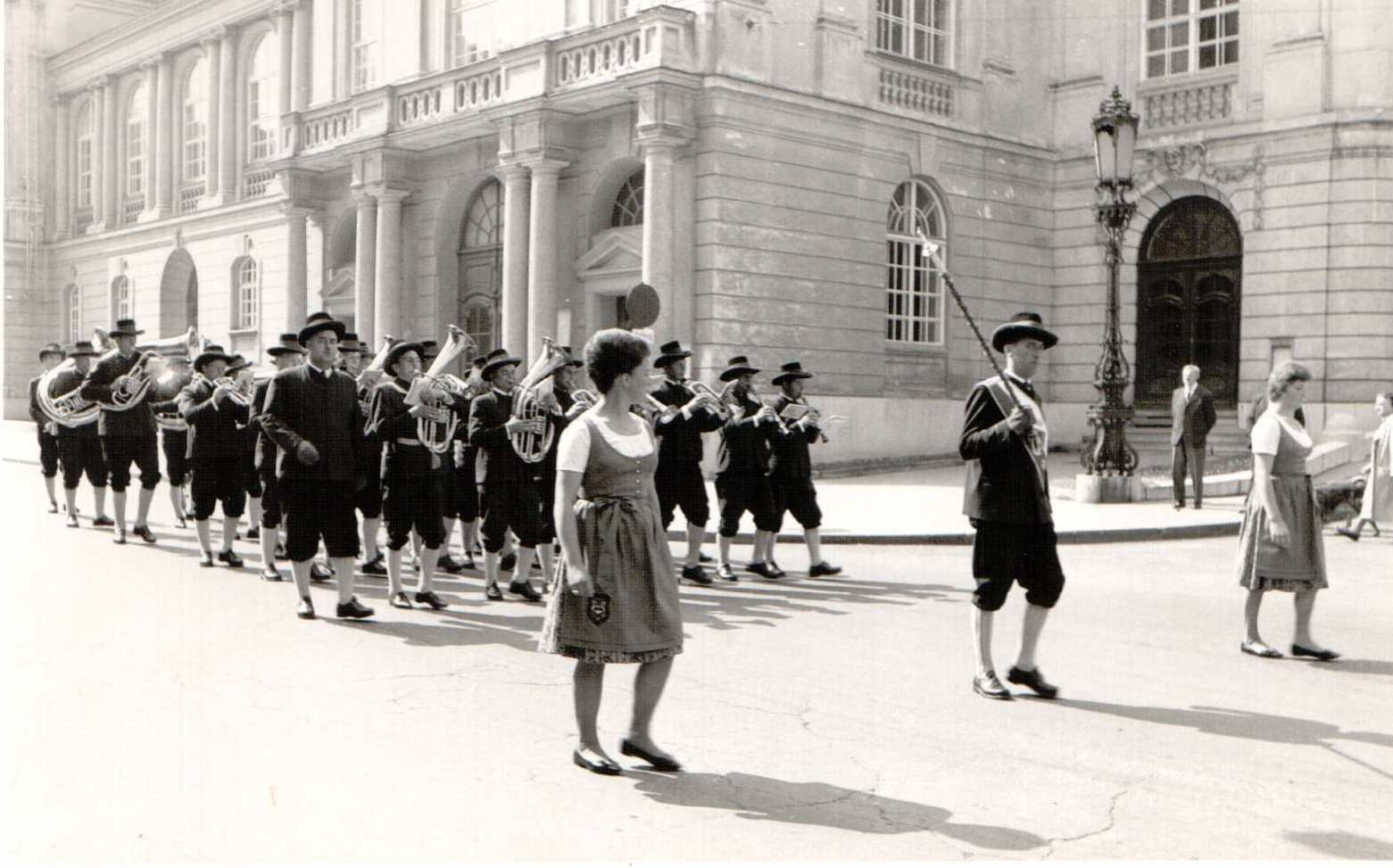
Die GTK-Mureck am Opernring in Graz (1964)

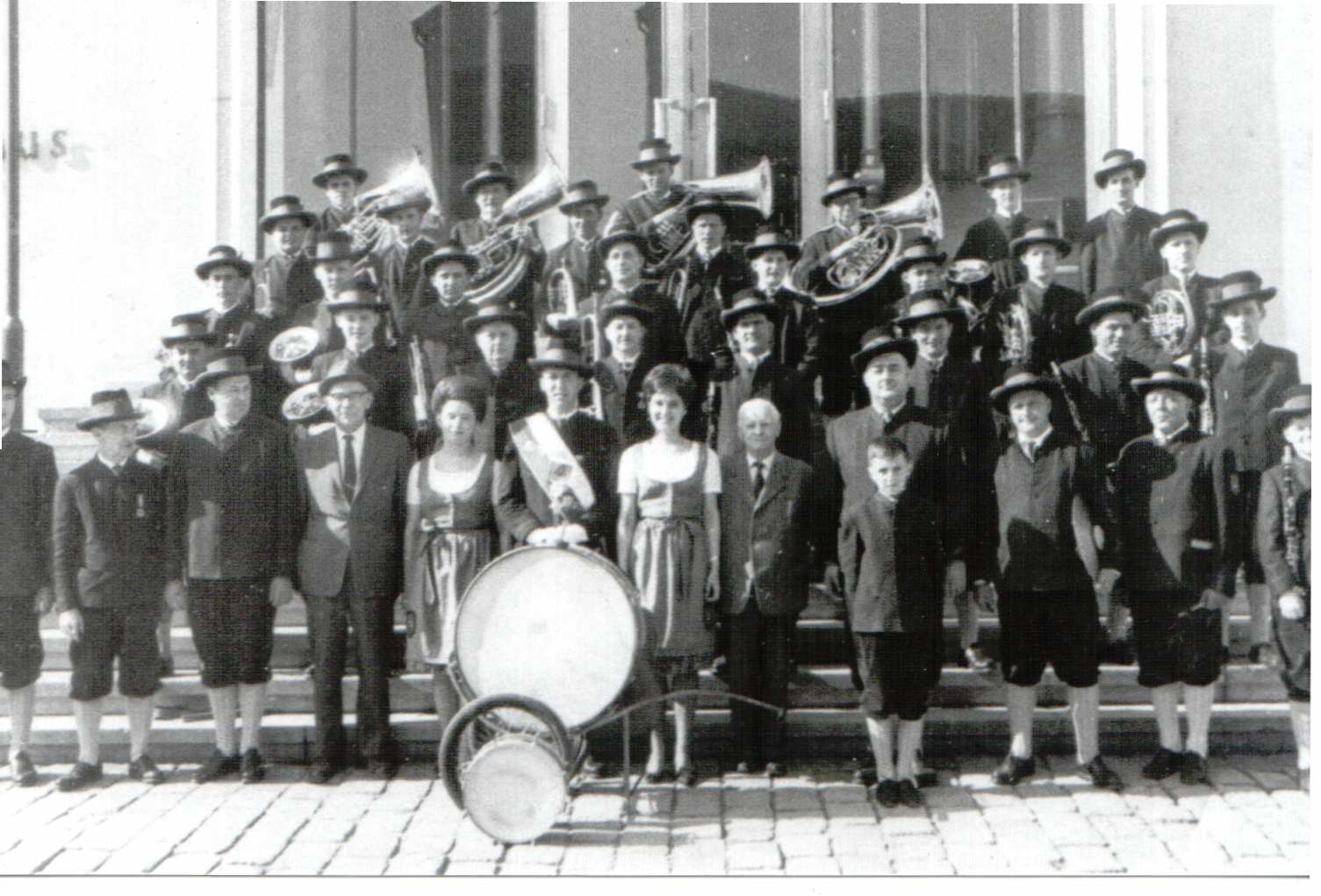
Gruppenfoto vor dem Brauhaus Puntigam in Graz (1964)

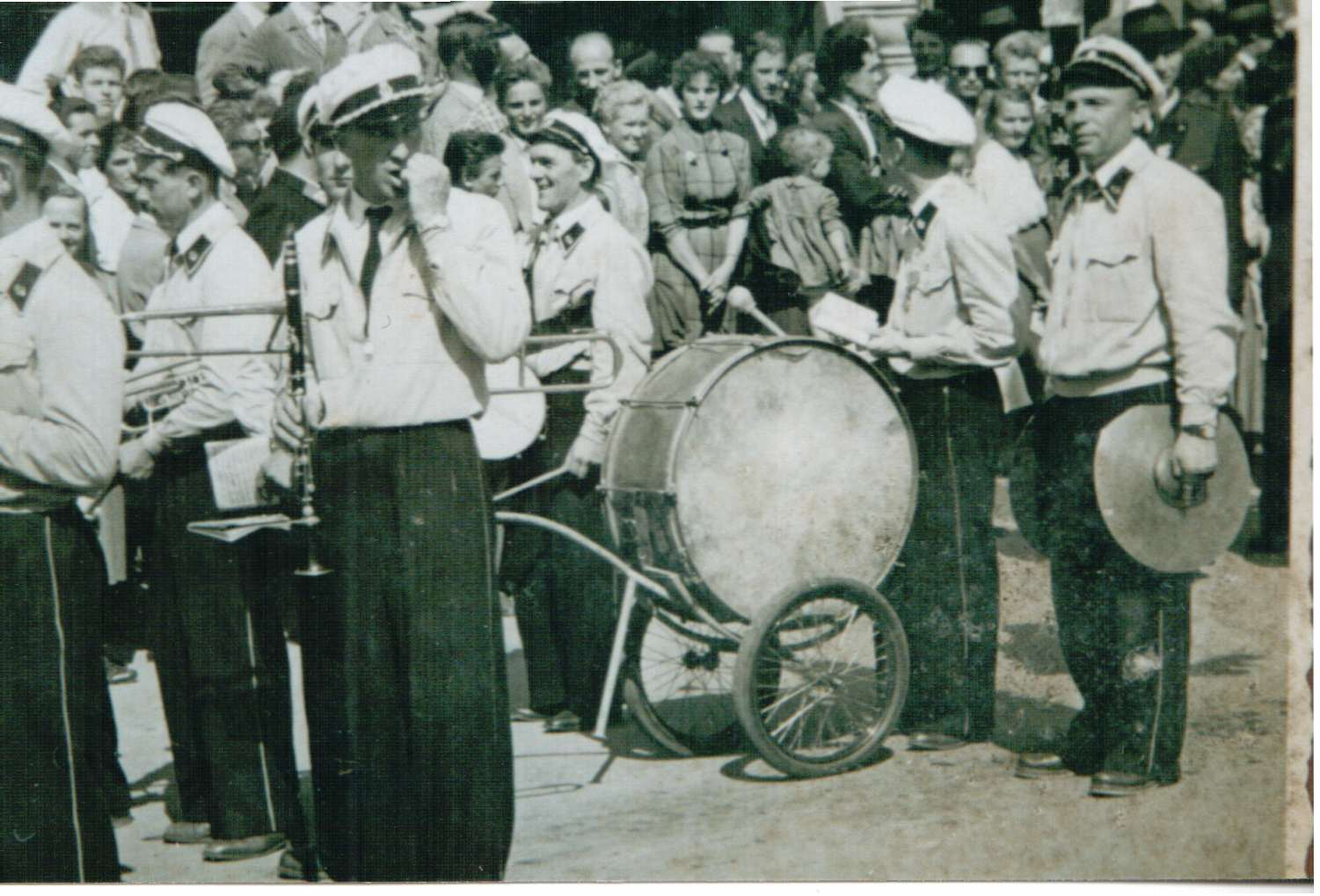
Uniform getragen zwischen 1952 und 1963

Unter Obmann Robert Kirchengast wurde das Orchester 1962 eine Trachtenkapelle und so kaufte man 1963 die damals getragene – vom Steirischen Volkskundemuseum vorgeschlagene – Tracht. Von da an trägt der Verein unter Stabführer Robert Kirchengast den Namen „Grenzlandtrachtenkapelle Mureck“. In den 1940er- bis 50er-Jahren bestand die Uniform der von wirtschaftlichen Mängeln geprägten Musikkapelle Mureck noch anfangs nur aus weißen Tellerkappen, die später durch blaue Hosen und graue Jacken ergänzt wurden. Anfang der 1970er-Jahre konnte unter großem Einsatz vieler Sponsoren, Paten und Spender, die Präsident Niederl angeworben hatte, die Anschaffung neuer Instrumente erreicht werden, nachdem einige Instrumente, die schon den Krieg überlebten, reparaturfällig wurden.
Bald darauf stellten sich auch musikalische Erfolge ein:
- 1966: Neujahrs-Rundfunk-Wunschkonzert
- Ab 1966: Mehrmals live bei Autofahrer unterwegs, beim sonntäglichen ORF-Frühshoppen etc.
- 1976: Als erste steirische Blasmusikkapelle konnten die Grenzlandtrachtenkapelle Mureck bei Tyrolis Music eine Langspielplatte produzieren, welche mit großem Erfolg vermarktet wurde.[3]
- 1983 folgte unter Obmann Kurt Schilli eine zweite Schallplatte. Beide Platten wurden von vielen Sendeanstalten im In- und Ausland gespielt.[4]
- 1993 wurden beide Langspielplatten als CD neu unter dem Namen Blasmusik für Millionen herausgegeben.[5]

Große Erfolge erzielte die GTK Mureck mit Franz Wurzinger auch bei Wertungsspielen. Zweimal konnte der erste Rang mit Auszeichnung in höchster Leistungsstufe erreicht werden und man erhielt viele erste Preise bei „Musik in kleinen Gruppen“, die seit 1975 von der Musikschule Mureck betreut werden.
1993 gab Franz Wurzinger nach 34-jähriger Tätigkeit als Kapellmeister das Amt an seinen bisherigen Stellvertreter Walter Pock ab. Die Kapelle zählte zu dieser Zeit 48 Mitglieder. Unter Kapellmeister Walter Pock wurden ebenfalls viele Erfolge und Preise eingefahren. Unter anderem 2005 der Steirische Panther und der Robert-Stolz-Preis für ausgezeichnete Konzert- und Marschwertungen. Im Jahr 2005 wurde das Neujahrswunschkonzert, das seither jährlich Anfang Jänner stattfindet, begründet. Dabei wird außer dem typischen Liedergut von Blaskapellen auch Modernes dargeboten. Seit 2011 steht das Neujahrswunschkonzert unter einem jährlich wechselnden Motto.
Kapellmeister Walter Pock übergab 2007 die musikalische Führung der Grenzlandtrachtenkapelle Mureck an Ahlin Slavko, zur selben Zeit übernahm auch Robert Riedl das Amt des Obmanns. Die Grenzlandtrachtenkapelle Mureck unternahm 2008 zum erneuten Mal eine Konzertreise nach Frelsdorf im Landkreis Cuxhaven, Niedersachsen und spielte zum Jubiläum des TUS 08 e.V. drei Tage auf. Die musikalische Leitung ging 2012 zurück in die Hände von Walter Pock, diesmal gemeinsam mit Lisa Bresnig und Gerhard Lackner. Die Vereinsorganisation übernahmen Obmann Paul Schafzahl und Obmann-Stellvertreterin Michaela Tesch.

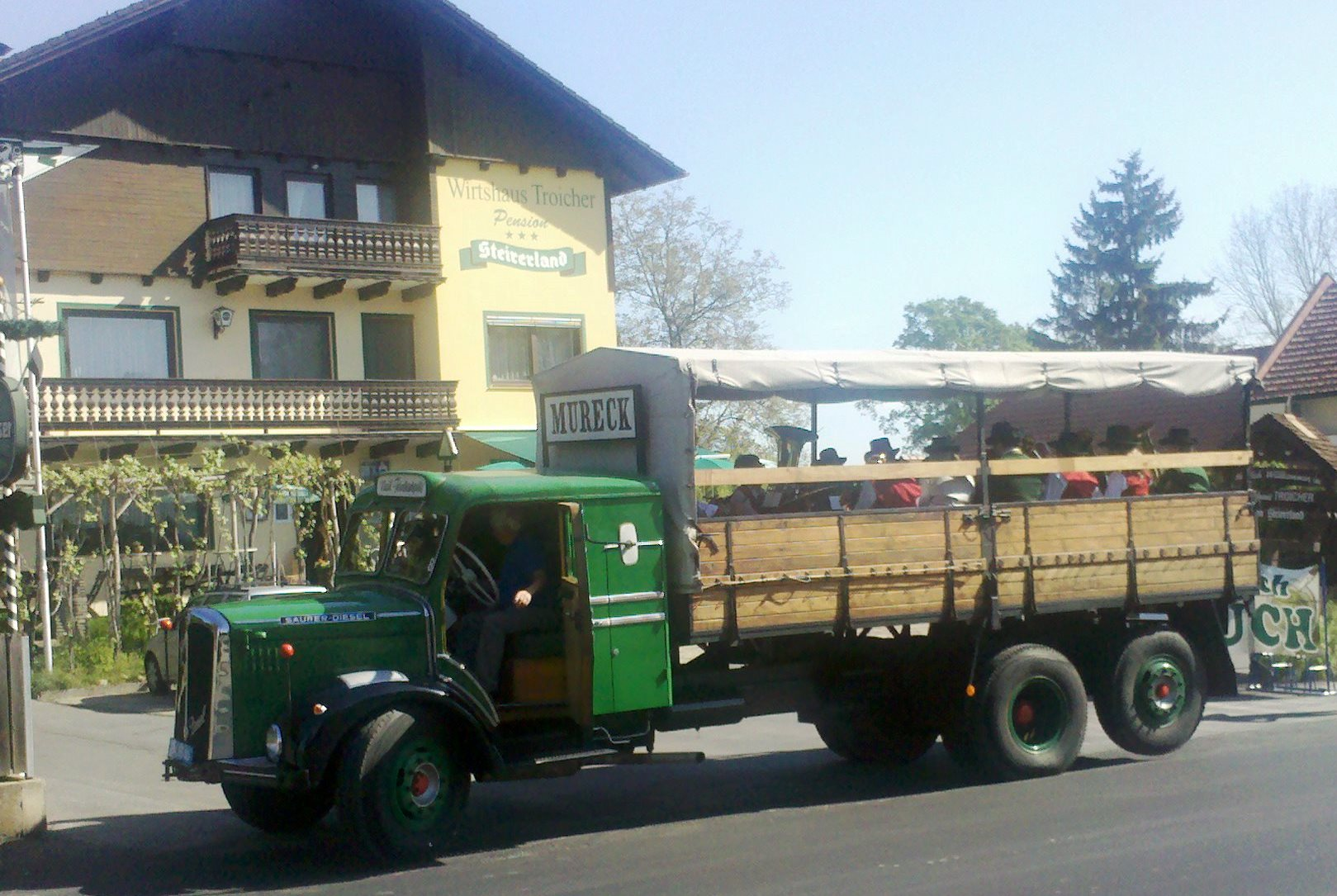
Weckruf der Grenzlandtrachtenkapelle Mureck am 1. Mai auf einem restaurierten LKW

Im Jahr 2013 fand der Weckruf zum 60. Mal statt, der noch immer einen der Höhepunkte im Vereinsleben darstellt.
Unter dem Motto „160 Jahre Blasmusik in Mureck“ veranstaltete die Grenzlandtrachtenkapelle 2014 ein Jubiläumsfest mit Bezirksmusikertreffen und Marschwertung am Hauptplatz in Mureck. Bei diesem ersten Bezirksmusikertreffen im Ort seit 1978 waren 17 Musikkapellen zu Gast. Im Herbst 2014 fand zum ersten Mal auch ein Konzert in der 2015 an Mureck angeschlossenen Gemeinde Gosdorf mit dem Titel „Von Polka bis Rock“ statt. Im Jahr 2015 erhielt die Grenzlandtrachtenkapelle ihren dritten Steirischen Panther in der Alten Universität in Graz. Im Folgejahr vertrat die Grenzlandtrachtenkapelle Mureck Österreich bei der Musikparade Internationale Taptoe België in den belgischen Städten Ostende und Lommel.

### Kapellmeister
- 1947–1959: Martin Zarfl
- 1959–1993: Franz Wurzinger
- 1993–2007: Walter Pock
- 2007–2012: Slavko Ahlin
- 2012–2022: Walter Pock
- seit 2022: Georg Laller

## Instrumente
In der Grenzlandtrachtenkapelle Mureck finden zur folgende Instrumente Verwendung:
| - Piccolo - Querflöte - Klarinette - Saxophon - Fagott - Trompete - Flügelhorn | - Waldhorn - Tenorhorn - Bariton - Posaune - Tuba - Schlagzeug - Schlagwerk |

## Wettbewerbe

### Konzertwertungen und Marschwertungen
- 1968: Marschmusikbewerb in Sipbachzell teilgenommen – 1. Rang
- 1983: Konzertwertung in Radkersburg teilgenommen – Ausgezeichneten Erfolg
- 1984: Regionaler Bläsertag (Wertungsspiel) in Feldbach teilgenommen – Ausgezeichneter Erfolg
- 1989: Marschwertung in Deutsch Goritz in der Stufe B teilgenommen – Ausgezeichneter Erfolg
- 2001: Marschwertung in Dietersdorf in der Stufe B teilgenommen – Ausgezeichneter Erfolg
- 2003: Marschwertung in Straden in der Stufe B mit 65,00 Punkten teilgenommen – Ausgezeichneter Erfolg[9]
- 2004: Konzertwertung in Bad Radkersburg in der Stufe B mit 94,08 Punkten teilgenommen – Ausgezeichneter Erfolg[10]
- 2010: Marschwertung in Bad Radkersburg in der Stufe B mit 91,28 Punkten teilgenommen – Ausgezeichneter Erfolg[11]
- 2010: Konzertwertung in Leibnitz in der Stufe B mit 88,66 Punkten teilgenommen – Sehr guter Erfolg[12]
- 2011: Konzertwertung in Bad Radkersburg in der Stufe B mit 91,41 Punkten teilgenommen – Ausgezeichneter Erfolg[13]
- 2012: Marschwertung in Klöch in der Stufe C mit 90,13 Punkten teilgenommen[14]
- 2013: Konzertwertung in St. Peter am Ottersbach in der Stufe B mit 87,83 Punkten teilgenommen[15]
- 2014: Konzertwertung Polka, Walzer, Marsch in Fehring in Stufe B mit 90,88 Punkten teilgenommen[16]
- 2015: Marschwertung in Riegersburg in der Stufe E mit 90,75 Punkten teilgenommen[17]
- 2016: Marschwertung in Deutsch Goritz in der Stufe E mit 90,50 Punkten teilgenommen[18]
- 2016: Marschwertung in Langau (Niederösterreich) in der Stufe E mit 95,5 Punkten teilgenommen – Ausgezeichneter Erfolg[19]
- 2017: Konzertwertung in Deutschlandsberg in der Stufe B mit 88,83 Punkten teilgenommen[20]
- 2019: Konzertwertung Polka, Walzer, Marsch in St. Margarethen a. d. Raab in Stufe C mit 89,16 Punkten teilgenommen[21]

### Musik in kleinen Gruppen
- 2000: Bezirkswettbewerb Musik in kleinen Gruppen Trompetenquartett GTK Mureck und Marktmusikkapelle St. Peter a. O. in Stufe B – Ausgezeichneten Erfolg
- 2000: Landeswettbewerb Musik in kleinen Gruppen Trompetenquartett GTK Mureck und Marktmusikkapelle St. Peter a. O. in Stufe B – Sehr guter Erfolg.
- 2006: Bezirkswettbewerb Musik in kleinen Gruppen Tenorhorntrio Musikverein Bierbaum, GTK Mureck und Marktmusikkapelle St. Peter a. O. in Stufe A mit 90,67 Punkten teilgenommen
- 2008: Bezirkswettbewerb Musik in kleinen Gruppen Tenorhorntrio GTK Mureck, Marktmusikkapelle St Peter a. O. in Stufe A mit 90,00 Punkten teilgenommen
- 2012: Bezirkswettbewerb Musik in kleinen Gruppen Trompetentrio GTK Mureck in Stufe B mit 82,00 Punkten teilgenommen
- 2012: Bezirkswettbewerb Musik in kleinen Gruppen Tenorhorntrio Weinlandkapelle Klöch und GTK Mureck in Stufe B mit 82,17 Punkten teilgenommen
- 2016: Bezirkswettbewerb Flutes & Fun MV Bierbaum, MV Siebing und GTK Mureck in Stufe A teilgenommen
- 2016: Bezirkswettbewerb Mur EGG’s MV Bierbaum, MMK St. Peter, MV Deutsch Goritz und GTK Mureck in Stufe B teilgenommen
- 2016: Bezirkswettbewerb Musik in kleinen Gruppen Trompetentrio GTK Mureck in Stufe B mit 87,50 Punkten teilgenommen
- 2016: Landeswettbewerb Musik in kleinen Gruppen Trompetentrio GTK Mureck in Stufe B mit 87,67 Punkten teilgenommen[22]
- 2018: Bezirkswettbewerb Musik in kleinen Gruppen Die Super Klarinettos MV Dietersdorf und GTK Mureck in Stufe J mit 92 Punkten teilgenommen

## Preise und Auszeichnungen

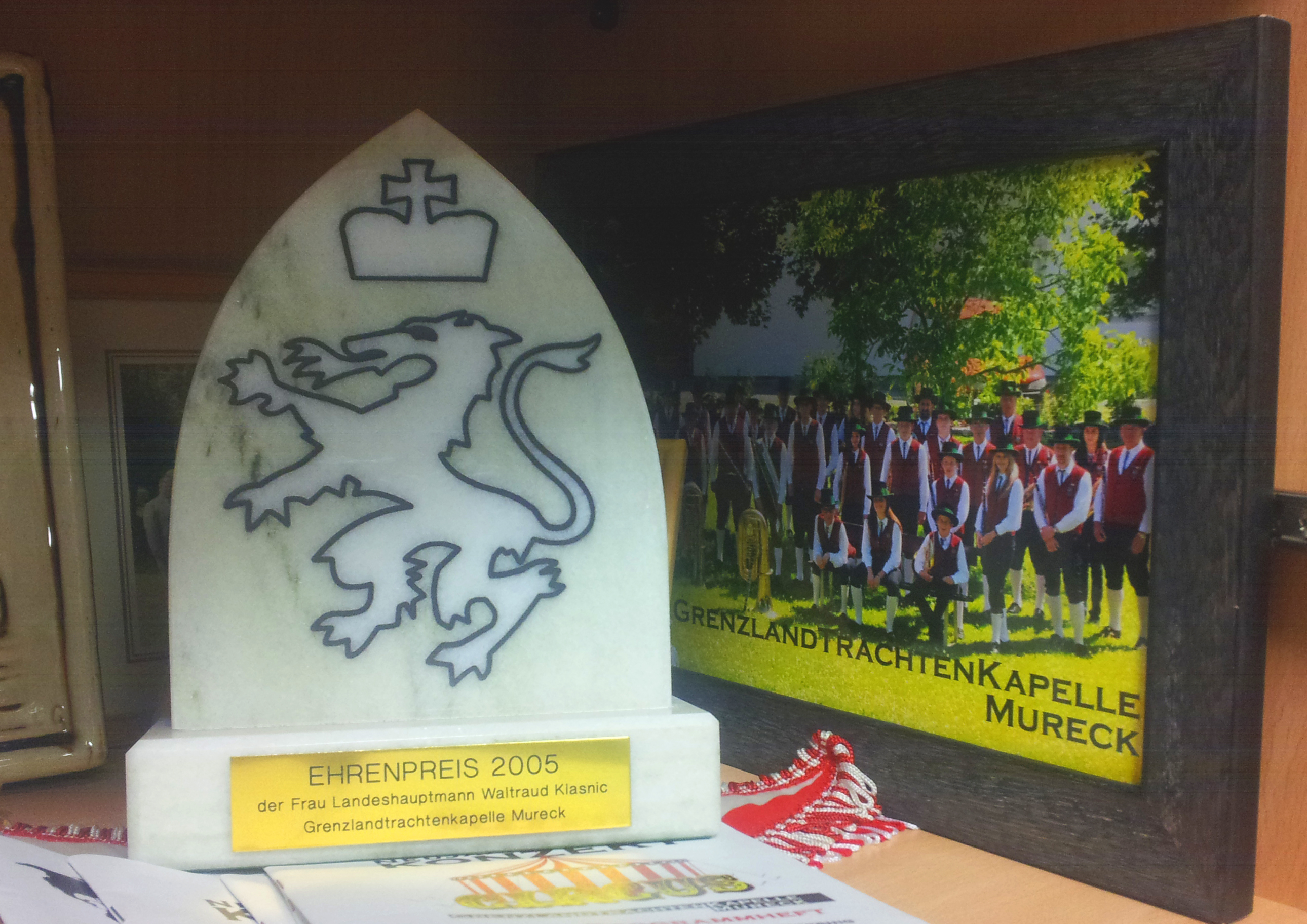
Steirischer Panther für die erfolgreiche Teilnahme an Wertungsspielen

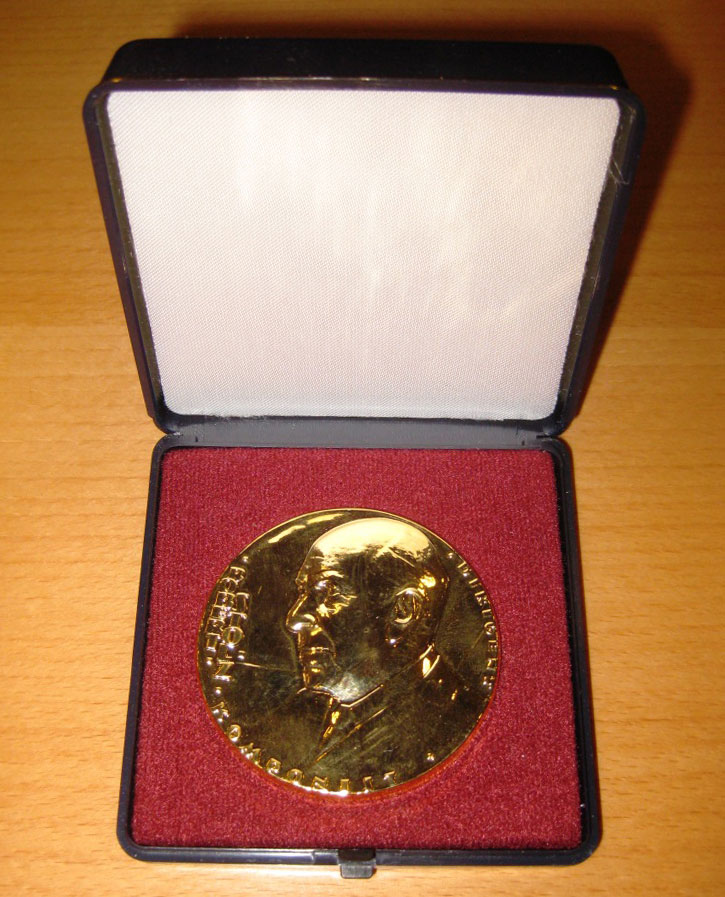
Robert Stolz Medaille verliehen für ausgezeichnete Wertungsspiele

- 2005, 2012, 2015, 2018: Steirischer Panther[23][24][25]
- 2005, 2018: Robert-Stolz-Preis[23]

## Diskografie
- 1976: Heut’ spielt die Blasmusik (LP; TYROLIS MUSIC)
- 1983: Freut Euch des Lebens (LP; TYROLIS MUSIC)
- 1993: Blasmusik für Millionen (CD; TYROLIS MUSIC)